# Y a-t-il encore un coco dans le show ?
Y a-t-il encore un coco dans le show ? était une émission humoristique de Stéphane Collaro diffusée du 2 avril 1989 au 24 juin 1990 chaque dimanche en access prime-time sur TF1.
Cette émission a succédé au Coco Paradise, diffusée la saison précédente.
Le principe de l'émission tournait autour d'un invité, généralement une personnalité de la chanson, qui participait aux gags de l'émission. L'invité interprétait un de ses titres à la fin de l'émission.
Tous les acolytes de Stéphane Collaro participaient aux différents gags et parodies autour de l'invité d'honneur. On retrouvait ainsi, et à chaque fois : les coco-girl avec Fenella Masse Mathews, Philippe Bruneau, Jean Roucas, Alain Scoff, Claire Nadeau, Jacques Brière, Pit et Rik, Baaron, Bernard Hommel, Carole Jacquinot, Rita Brantalou, Henry Blondin, etc.
L'émission s'est arrêtée faute d'audience. Collaro conservera Mondo Dingo. Seules les coco-girls continueront l'aventure avec Stéphane Collaro.